# Trey Parker
Trey Parker (născut Randolph Severn Parker III; 19 octombrie 1969) este un scenarist, producător, artist vocal, muzician și actor american cunoscut în special ca și co-creator al serialului animat South Park alături de partenerul său de creație și cel mai bun prieten: Matt Stone.
Parker și-a început cariera în film în anul 1992 realizând un scurt metraj numit "Jesus vs. Frosty". Însă primul său succes a venit prin "Cannibal! The Musical". Apoi a realizat alt scurt metraj numit "Jesus vs. Santa". Filmul este important deoarece l-a determinat să creeze seria Tv animată "South Park" împreună cu Matt Stone. Serialul rulează la Tv de peste un deceniu. Trey Parker primit patru premii Emmy pentru rolul său din South Park.
În South Park, Trey Parker interpretează următoarele personaje: Eric Cartman și Stan Marsh, două dintre personajele principale ale serialului. Alte personaje sunt: Randy Marsh, Marvin Marsh, Starvin' Marvin, Clyde Donovan, Mr. Garrison, Ned Gerblansky, Dr. Alphonse Mephesto, Stephen Stotch, Mr. Hankey, Santa Claus, Sexual Harassment Panda, Mr. Mackey, Officer Barbrady, Ms. Choksondik, Timmy, Jimmy Valmer, Tuong Lu Kim, Phillip, and Satan.